# Óscar Gutiérrez (motorcoureur)
Óscar Gutiérrez Iglesias (Santa Maria de Palautordera, 15 juli 1999) is een Spaans motorcoureur.

## Carrière
Gutiérrez begon zijn motorsportcarrière in 2006 in het motorcross. Hij nam deel aan het Spaanse 65 cc-kampioenschap, waarin hij de titel won. In 2007 stapte hij over naar het circuitracen en werd hij vierde in het Catalaanse 50 cc-kampioenschap; in 2008 werd hij tweede in deze klasse. In 2009 won hij de 70 cc-klasse van het Metrakit World Festival, voordat hij in 2010 in dezelfde categorie Spaans kampioen werd. In 2011 werd hij tweede in de 80 cc-klasses van de CMV- en CCV-kampioenschappen. In 2013 eindigde hij als derde in de Honda Cup 250 en als tweede in de Pre-Moto3-klasse van het CMV en CCV.
In 2014 debuteerde Gutiérrez in de FIM MotoGP Rookies Cup. Zijn beste resultaat was een vijfde plaats op de Sachsenring en met 62 punten werd hij twaalfde in de eindstand. In 2015 bleef hij actief in de klasse. Hij behaalde de pole position op de Sachsenring en stond viermaal op het podium: twee keer op het TT-Circuit Assen en een keer op zowel het Circuito Permanente de Jerez en het Automotodrom Brno. Met 148 punten werd hij vijfde in het klassement.
In 2017 reed Gutiérrez in zowel de Spaanse Moto2- als Moto3-kampioenschappen. Hij reed de eerste drie weekenden in de Moto2 op een Ariane2, waarin een achtste plaats op het Circuit Ricardo Tormo Valencia zijn beste resultaat was. In de Moto3 kwam hij enkel uit in de seizoensfinale op Valencia op een Honda, en eindigde in deze races als dertiende en zevende.
In 2019 debuteerde Gutiérrez in het Spaans kampioenschap Supersport, waarin hij met vier overwinningen en 185 punten direct tot kampioen werd gekroond. In 2020 werd hij voor een tweede keer kampioen met acht zeges en 250 punten. Ook debuteerde hij dat jaar in het wereldkampioenschap Supersport in het weekend in Barcelona op een Yamaha. In de eerste race werd hij negentiende, terwijl hij in de tweede race uitviel.
In 2021 stapte Gutiérrez over naar het Spaans kampioenschap superbike. Met twee overwinningen en 189 punten werd hij achter Ivo Lopes en Jordi Torres derde in de eindstand. Daarnaast keerde hij kortstondig terug in de Spaanse Moto2, waarin hij op een Bultaco uitkwam in het weekend op het Circuit de Barcelona-Catalunya. In de eerste race werd hij zevende, maar in de tweede race kwam hij niet aan de finish. Verder keerde hij terug in het WK Supersport tijdens het weekend op Navarra op een Yamaha, waarin hij in de tweede race een kampioenschapspunt behaalde met een vijftiende plaats.
In 2022 debuteerde Gutiérrez in het wereldkampioenschap superbike op een Kawasaki tijdens de weekenden op Magny-Cours en Barcelona.

## Statistieken

### Grand Prix

#### Per seizoen
| Seizoen | Klasse | Motor      | Team                   | Races | Winst | Podiums | Poles | SR | Ptn | Pos |
| ------- | ------ | ---------- | ---------------------- | ----- | ----- | ------- | ----- | -- | --- | --- |
| 2023    | MotoE  | Ducati     | Prettl Pramac MotoE    | 4     | 0     | 0       | 0     | 0  | 15  | 19e |
| 2024    | MotoE  | Ducati     | Axxis-MSI              | 16    | 3     | 8       | 1     | 5  | 208 | 3e  |
| 2025*   | Moto2  | Boscoscuro | QJMotor - Frinsa - MSi | 3     | 0     | 0       | 0     | 0  | 4   | 26e |
| 2025*   | MotoE  | Ducati     | Axxis-MSI              | 4     | 1     | 1       | 0     | 1  | 47  | 10e |
| Totaal  | Totaal | Totaal     | Totaal                 | 27    | 4     | 9       | 1     | 6  | 274 |     |

#### Per klasse
| Klasse | Seizoenen  | 1e GP              | 1e podium        | 1e winst          | Races | Winst | Podiums | Poles | SR | Ptn | Kampioen |
| ------ | ---------- | ------------------ | ---------------- | ----------------- | ----- | ----- | ------- | ----- | -- | --- | -------- |
| MotoE  | 2023-heden | Oostenrijk 2023 R1 | Portugal 2024 R2 | Catalonië 2024 R1 | 24    | 4     | 9       | 1     | 6  | 270 | 0        |
| Moto2  | 2025-heden | Thailand 2025      |                  |                   | 3     | 0     | 0       | 0     | 0  | 4   | 0        |
| Totaal | 2023-heden | 2023-heden         | 2023-heden       | 2023-heden        | 27    | 4     | 9       | 1     | 6  | 274 | 0        |

#### Races per jaar
(vetgedrukt betekent pole positie; cursief betekent snelste ronde)
| Jaar | Klasse | Motor      | 1        | 2        | 3      | 4      | 5      | 6      | 7       | 8       | 9      | 10     | 11       | 12      | 13      | 14       | 15     | 16     | 17  | 18  | 19  | 20  | 21  | 22  | Pos | Ptn |
| ---- | ------ | ---------- | -------- | -------- | ------ | ------ | ------ | ------ | ------- | ------- | ------ | ------ | -------- | ------- | ------- | -------- | ------ | ------ | --- | --- | --- | --- | --- | --- | --- | --- |
| 2023 | MotoE  | Ducati     | FRA1     | FRA2     | ITA1   | ITA2   | DUI1   | DUI2   | NED1    | NED2    | GBR1   | GBR2   | OOS1 12  | OOS2 12 | CAT1 14 | CAT2 11  | SMR1   | SMR2   |     |     |     |     |     |     | 19  | 15  |
| 2024 | MotoE  | Ducati     | POR1 DNF | POR2 3   | FRA1 7 | FRA2 3 | CAT1 1 | CAT2 2 | ITA1 11 | ITA2 10 | NED1 2 | NED2 2 | DUI1 DNF | DUI2 4  | OOS1 1  | OOS2 DNF | SMR1 8 | SMR2 1 |     |     |     |     |     |     | 3   | 208 |
| 2025 | Moto2  | Boscoscuro | THA 25   | ARG 22   | AME 12 | QAT    | SPA    | FRA    | GBR     | ARA     | ITA    | NED    | DUI      | TSJ     | OOS     | HON      | CAT    | SMR    | JPN | INA | AUS | MAL | POR | VAL | 26* | 4*  |
| 2025 | MotoE  | Ducati     | FRA1 1   | FRA2 DNF | NED1   | NED2   | OOS1 4 | OOS2 7 | HON1    | HON2    | CAT1   | CAT2   | SMR1     | SMR2    | POR1    | POR2     |        |        |     |     |     |     |     |     | 10* | 47* |

* Seizoen nog bezig.